# Lisebergstornet (åkattraktion)
Lisebergstornet (mellan 1990 och 2000 känt som Lisebergstornet/UFO 23) var en åkattraktion på Liseberg i Göteborg och fungerade som ett utsiktstorn över Göteborg. Tornet invigdes 1990 i samband med att Spaceport Liseberg öppnade på toppen av berget inne på Liseberg. I maj 2010 stängdes Lisebergstornet för att byggas om till fritt-fall-åkattraktionen Atmosfear som hade invigning våren 2011. 

## Historia
I slutet av 1980-talet påbörjades bygget av det 116 meter höga Lisebergstornet. Först var tanken att tornet skulle bli högre än Eiffeltornet.

## Åkattraktionen
Mellan 1990 och 2010 fungerade tornet som ett utsiktstorn över Göteborg. En rund inglasad kabin föreställandes rymdskeppet UFO 23 tog passagerarna till höjden 85 meter över marken (125 meter över havet) med utsikt över staden i alla väderstreck. Beroende på hur stort besökartrycket var, roterade kabinen vanligtvis mellan ett och tre varv, samt i olika hastigheter, när den var i toppen av tornet. 

### Förfilmen
Innan åkarna fick kliva in i glaskabinen visades en förfilm i en mindre biosalong. De första åren visades filmen med hjälp av ett stort antal diabildsprojektorer som i snabb takt skiftade mellan olika bilder varje sekund. 1990 års film bestod av ett fiktivt Västnyttsinslag. Nyhetsankaret Rolf Gustafsson rapporterar om att man vid ett byggnadsarbete på Liseberg hittat "sensationella fynd" som sammankopplas med "gamla iakttagelser av UFOs över Göteborg". När en så kallad svart låda hittas och öppnas, visas en bildsekvens om hur kaninerna kommer i ett rymdskepp och landar på Liseberg.
Den första förfilmen från 1990 kan ses i sin helhet på Youtube. Förfilmen om kaninerna byttes senare ut mot en reklamfilm med diabilder över Göteborg. De sista åren visades enbart stillbilder från Liseberg (dock med en digital videoprojektor).
När förfilmen var slut fick åkarna gå vidare in i kabinen.

### Kaninernas land
Fram till år 2000 inleddes åkturen med att kabinen åkte ner en våning till Kaninernas land där kaninerna (rörliga mekaniska dockor) sjöng melodin "Heidi, hej, kolla vilken grej. Heidi, hej, här är det okej. Vi kom hit från rymden, hit till Liseberg..." Här fick de åkande se vart kaninerna hade tagit vägen efter att de hade landat på jorden med rymdskeppet UFO 23. Bland kaninerna fanns även ett antal dockor som föreställde dåtida politiker. Kaninerna (men inte politikerna) flyttades till åkattraktionen Kaninresan.

### Åkturen upp till toppen
De första åren fortsatte kaninberättelsen under åkturen upp till toppen i form av ett fiktivt inspelat samtal mellan markkontrollen och UFO 23:s besättning.
Berättelsen ersattes senare av en kvinnlig röst som berättade om utsikten över Göteborg och Liseberg. Beroende på vilket håll man tittade åt för stunden, hördes olika information i de olika högtalarna. Bland annat sades det att Liseberg skulle expandera till den stora parkeringsplatsen söderut. Parkeringsplatsen ligger emellertid fortfarande kvar i dag. 
De sista åren spelades enbart klassisk musik i kabinen under åkturen.

## Missöden
Under tornets första år hade Liseberg problem med ett övernitiskt säkerhetssystem som gjorde att kabinen ibland stannade på mitten av tornet där det inte fanns någon nödutgång (det finns bara en längst upp och en i markläge). Göteborgshumorn hade kallat tornet för Synnålen, men myntade efter alla problem snart begreppet Stoppnålen och senare, när problemet var löst, Ejfeltornet. Problem uppstod även under de senare åren. I juli 2008 satt femton personer fast i två timmar på 48 meters höjd.

## Bilder

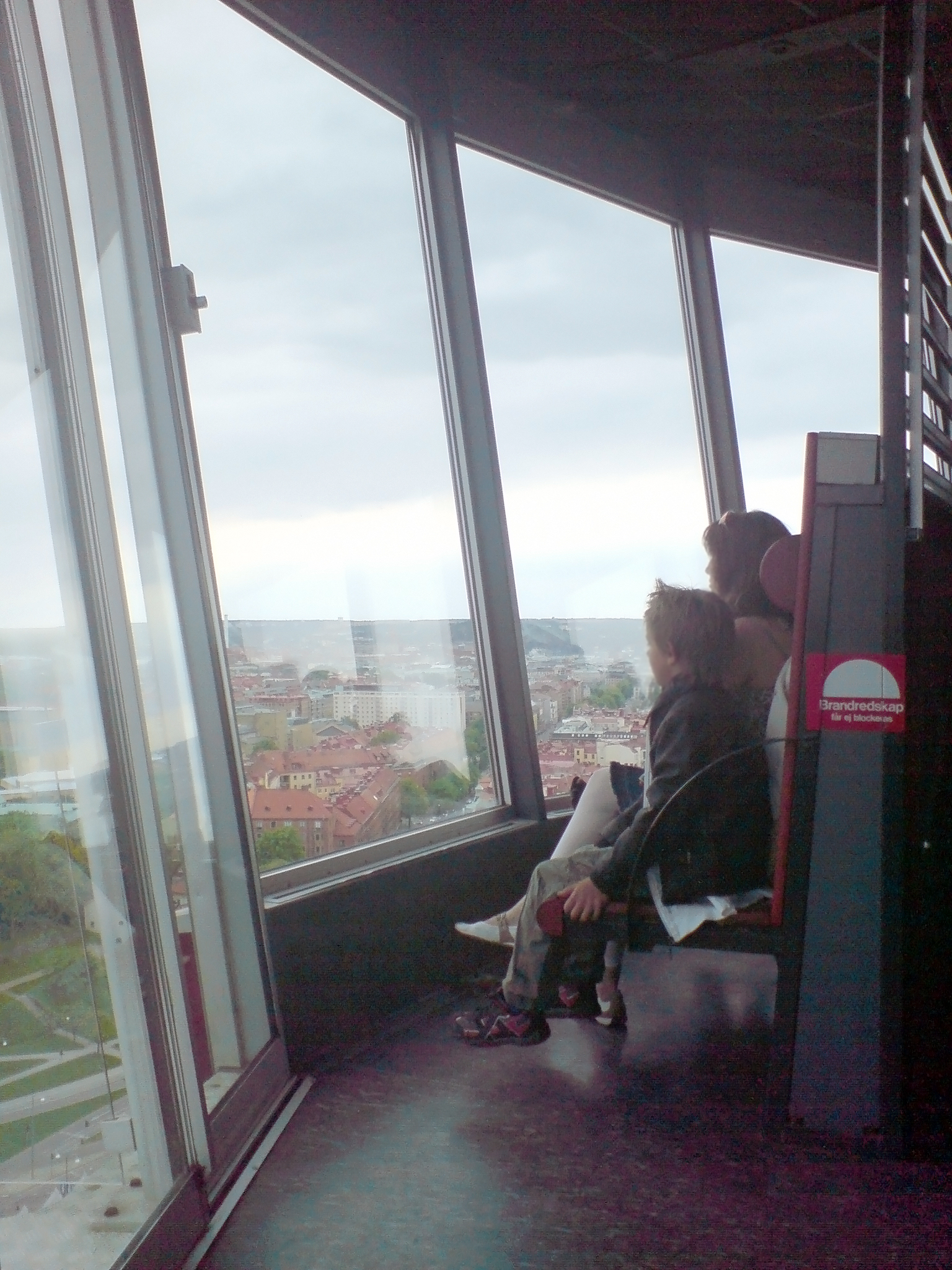
Inifrån Lisebergstornets kabin (fotograferad under åkattraktionens sista dag).
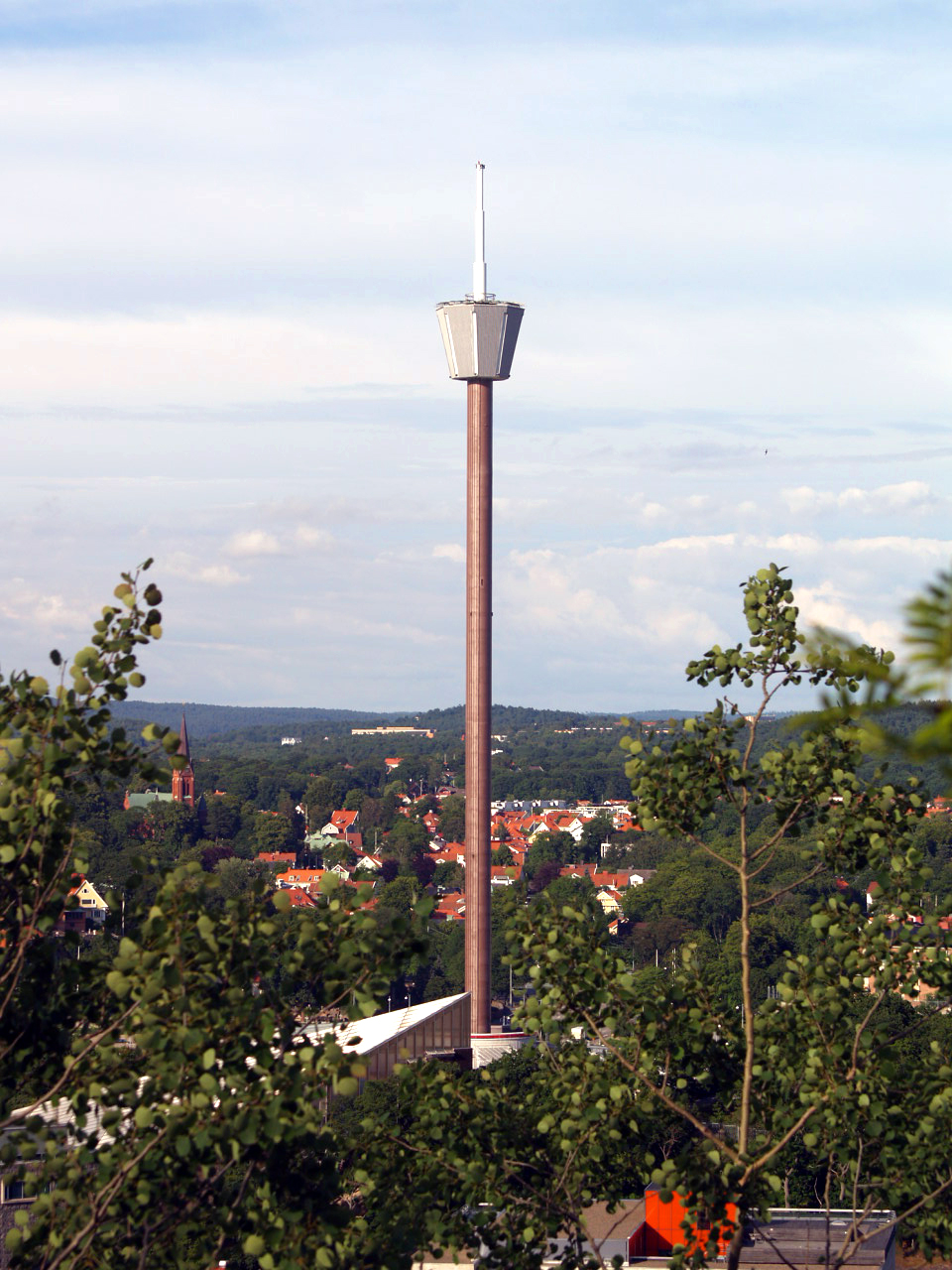
Lisebergstornet byggs om till Atmosfear. Den rosa färgen har skrapats bort. Spiran i toppen har målats vit.
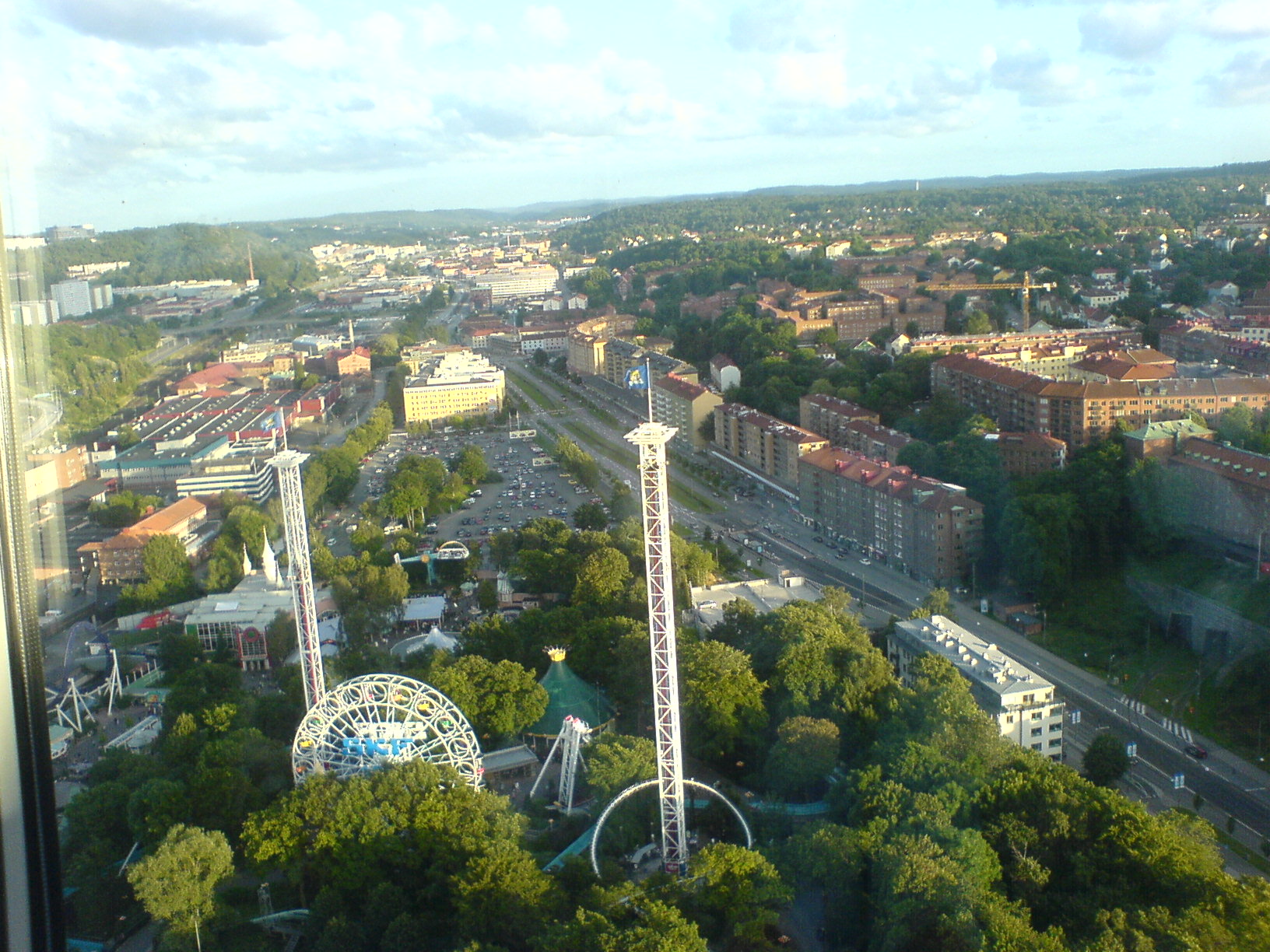
Utsikt söderut från Lisebergstornet.